# Калиновка (Тереньгульский район)
Калиновка — село в Тереньгульском районе Ульяновской области. Входит в состав Михайловского сельского поселения. Старое название: деревня Кобёлевка

## История
В 1859 году деревня Кобелёвка относилась к 1-му стану Сенгилеевский уезд, Симбирская губерния, в которой в 70 дворах жило: 270 муж. и 238 жен.;
В 1960 г. указом Президиума Верховного Совета РСФСР село Кобелевка переименовано в село Калиновка.

## Население
| 2010 |
| ---- |
| 180  |